# Episyrphus divertens
Episyrphus divertens är en tvåvingeart som först beskrevs av Walker 1856.  Episyrphus divertens ingår i släktet flyttblomflugor, och familjen blomflugor. Inga underarter finns listade i Catalogue of Life.